# Ferdi Hülser
Ferdinand „Ferdi“ Hülser (* 28. Oktober 1907 in Köln; † 27. März 1995 ebenda) war ein Kölner Kaufmann, antifaschistischer Widerstandskämpfer und Friedensaktivist.

## Leben
Hülser war schon in seinen Jugendjahren „auffällig“: Er kümmerte sich, aus der Mitte der nicht unbeträchtlichen Geschwisterschar heraus, um die Familie der früh verwitweten Mutter, und insbesondere den Jüngeren gegenüber nahm er bereits die Vaterrolle wahr. Hülser begann 1922 eine kaufmännische Lehre bei einer Baufirma, wechselte noch im selben Jahr zur Elektrogroßhandlung E. Kahle in Köln, wo er eine dreijährige Lehre absolvierte; daneben besuchte er die kaufmännische Abendhochschule.
Er wurde 1930 stellvertretender Chef der E. Kahle KG. 1934 heiratete er Eva Wolter; aus dieser Ehe gingen drei Kinder hervor. Bereits 1934 ging er in den Widerstand. Polnischen Zwangsarbeitern ließ er illegal Lebensmittel zukommen. Aufgrund der Beteiligung der Firma Kahle an der Elektrifizierung des Fliegerhorstes Wahn als „unabkömmlich“ eingestuft, wurde er 1941 auf Anraten der Widerstandsgruppe trotzdem Soldat.
Nach Einsätzen u. a. als Lkw-Fahrer für Munitionstransporte wurde er seit 1943 ins Büro des Flughafenkommandos Wahn abkommandiert; dort
fälschte er Papiere, um Deserteuren das Untertauchen zu ermöglichen. Für die lokale Gruppe des Nationalkomitee Freies Deutschland besorgte er Waffen und leitete die militärische Ausbildung. Im November 1944 wurde er als Mitwirkender der Widerstandsbewegung verhaftet. Zunächst im Kölner EL-DE-Haus und danach im Gestapo-Gefängnis Brauweiler inhaftiert, war er Misshandlungen ausgesetzt, an deren Folgen er bis zum Lebensende zu leiden hatte. Nach der Befreiung wirkte er ab 1945 als Teilhaber am Wiederaufbau der Firma E. Kahle mit, deren alleiniger Inhaber er später wurde.
Hülser war 1947 Mitbegründer der Vereinigung der Verfolgten des Naziregimes und in weiteren Initiativen, etwa gegen die Wiederaufrüstung, Notstandsgesetze, Atomraketenstationierung und gegen den Krieg am Golf aktiv; in der Bundesrepublik Deutschland baute er die Deutsche Friedensgesellschaft wieder mit auf. Weiterhin half er politisch Verfolgten und teilte seine Erfahrungen Kölner Schülern mit. Mit Grete Humbach und Jakob Zorn steht er im Mittelpunkt des Dokumentarfilms Widerstand und Verfolgung in Köln 1933-1945 (1976) von Dietrich Schubert.

## Referenzen
„Selbst als Arbeitgeber hat er konsequent seine persönliche Überzeugung festgeschrieben, so ist er der einzige Arbeitgeber, der die 35 Stundenwoche mit vollem Lohnausgleich eingeführt hat. […]“ Deutscher Gewerkschaftsbund Kreis Köln.
„[…] Wäre sein Weltbild das eines Menschen, der Erfolg im Geschäftsleben hat; oder wäre es rundum von dem gesellschaftskritischen Eifer geprägt, den wir von einem Friedenskämpfer erwarten – im einen wie im anderen Falle hätten wir es leicht, ihn den Stereotypen zuzuordnen, die wir zur Orientierung im sozialen Leben brauchen. Aber Ferdi Hülser enttäuscht diese Erwartung. Er vereint Rollen in sich, die wir üblicherweise nicht in ein und derselben Person zusammenverkörpert finden. Diese Komplexität und Modernität ist, abstrakt gesehen, irritierend. Lernt man aber Ferdi Hülser kennen, dann verflüchtigt sich jede Irritation – vor seiner Einfachheit. Er akzeptiert ‚einfach‘ die Menschen in ihrer Widersprüchlichkeit. Die Menschen sind ihm wichtiger als ‚die Sache‘. […] Und seinen Freunden vermittelt er […] das Gefühl unerschütterlicher Zuverlässigkeit.“ Karl Otto Hondrich in Festschrift Ferdi Hülser vollendet sein 75. Lebensjahr.

## Zitat
„Wir sind zwar aus dem KZ befreit worden, aber nicht aus dem Widerstand.“